# 620-ті
Раннє Середньовіччя. Триває чума Юстиніана. У Східній Римській імперії  правив імператор Іраклій. Лангобардське королівство займало значну частину Італії.. Франкське королівство перебувало під правлінням спочатку Хлотара II, а після його смерті Дагоберта I.  Іберію  займало Вестготське королівство.  В Англії тривав період гептархії. Авари та слов'яни утвердилися на Балканах. Утворилася перша слов'янська держава Само.
У Китаї консолідувалося правління династії Тан, яка підкорила собі східну частину Тюркського каганату. Індія роздроблена. В Японії триває період Ямато. У Персії править династія Сассанідів. 
На території лісостепової України в VI столітті виділяють пеньківську й празьку археологічні культури. VI століття стало початком швидкого розселення слов'ян. У Північному Причорномор'ї співіснують різні кочові племена, зокрема кутригури, утигури, сармати, булгари, алани, авари, тюрки.

## Події
- Упродовж майже всього десятиліття тривала війна між Візантійською імперією та Персією, яка завершилася перемогою Візантії. Імператор Іраклій зумів зняти облогу з Константинополя, до стін якого підступили водночас перси, авари й слов'яни, і перейшов у контрнаступ. Союзником візантійців стали тюрки. Візантійці змусили персів підписати мир, за умовами якого повернули собі втрачені раніше Сирію, Палестину й Єгипет.
- У переможеній Персії вибухнула громадянська війна, наслідком якої стала швидка зміна правителів.
- Упродовж десятиліття мусульмани підпорядкували собі весь Аравійський півострів. Спочатку пророка Магомета не прийняли в Мецці, і йому довелося перебратися в Медіну, але там його прибічники набрали сили, навертаючи в нову віру арабські племена. Урешті-решт Магомет захопив Мекку силою.
- У Франкському королівстві після смерті Хлотара II королем став Дагоберт I.
- Династія Тан пацифікувала Китай і направила війська проти східної частини Тюркського каганату, підкоривши її.
- Слов'яни в Моравії повстали проти аварів і утворили першу слов'янську державу на чолі з князем Само.
- 625 — кінець понтифікату Папи Боніфація V;
- 625 — початок понтифікату Папи Гонорія I;